# خلية قاتلة
خلايا قاتلة في علم الأحياء و الطب هي خلايا ضمن نظام المناعة تتعرف على حلايا الجسم التي أصابها بكتيريا أو فيروس وتقتلها . يوجد نوعان من الخلايا القاتلة : خلية تي قاتلة و خلية فاتكة طبيعية . كلا النوعين من الخلايا يستخدم آلية مشابة للآخر ولكن تتم طريقة تعرفهما على خلية جسم مصابة بطريقة مختلفة.
كل خلية قاتلة تحمل مستقبلات كثيرة على سطحها من نفس النوع. وتتعرف الخلية القاتلة على نوع واحد  من  الأنتيجينات (مسببات مرض) ، وهو مسبب المرض الذي يتناغم مع مستقبل الخلية القاتلة. لهذا يحتوي نظام المناعة على عدد كبير من خلايا تي القاتلة المختلفة بحيث يمكن لجهاز المناعة التعرف على مختلف المستضات والقضاء عليها . تعمل ما يسمى خلية تي مساعدة على تحفيز خلايا تي القاتلة على قتل خلايا الجسم التي دخلها مستضد وسكن فيها.

## اقرأ أيضا
- خلية تائية
- خلية تي مساعدة
- خلية بي خام
- خلية فاتكة طبيعية
- بروتين موت الخلية المبرمج 1

مناعة